# Auámara
Auámara, Aumara o Auamra (en árabe: العوامرة‎, en lenguas bereberes: ⵍⵄⵡⴰⵎⵔⴰ, en francés: Laouamra) es un municipio marroquí en la región de Tánger-Tetuán-Alhucemas. Desde 1912 hasta 1956 perteneció a la zona norte del Protectorado español de Marruecos.